# Фрідонія (Айова)
Фрідонія (англ. Fredonia) — місто (англ. city) в США, в окрузі Луїза штату Айова. Населення — 222 особи (2020).

## Географія
Фрідонія розташована за координатами 41°17′4″ пн. ш. 91°20′22″ зх. д. / 41.28444° пн. ш. 91.33944° зх. д. (41.284514, -91.339385).  За даними Бюро перепису населення США в 2010 році місто мало площу 0,43 км², уся площа — суходіл.

## Демографія
Згідно з переписом 2010 року, у місті мешкали 244 особи в 83 домогосподарствах у складі 58 родин. Густота населення становила 569 осіб/км².  Було 93 помешкання (217/км²).
Расовий склад населення:
| - 74,6 % — білих - 2,5 % — азіатів - 2,0 % — корінних американців - 0,4 % — чорних або афроамериканців - 19,3 % — осіб інших рас |

До двох чи більше рас належало 1,2 %. Частка іспаномовних становила 43,9 % від усіх жителів.
За віковим діапазоном населення розподілялося таким чином: 34,8 % — особи молодші 18 років, 55,4 % — особи у віці 18—64 років, 9,8 % — особи у віці 65 років та старші. Медіана віку мешканця становила 29,0 року. На 100 осіб жіночої статі у місті припадало 112,2 чоловіків;  на 100 жінок у віці від 18 років та старших — 114,9 чоловіків також старших 18 років.
Середній дохід на одне домашнє господарство  становив 51 784 долари США (медіана — 48 958), а середній дохід на одну сім'ю — 52 068 доларів (медіана — 49 167). За межею бідності перебувало 19,6 % осіб, у тому числі 28,7 % дітей у віці до 18 років та 16,7 % осіб у віці 65 років та старших.
Цивільне працевлаштоване населення становило 179 осіб. Основні галузі зайнятості: виробництво — 47,5 %, освіта, охорона здоров'я та соціальна допомога — 11,7 %, будівництво — 11,7 %.